# Petra Procházková
Petra Procházková (prononcé en tchèque : [ˈpɛtra ˈproxaːskovaː] ; née le 20 octobre 1964 à Český Brod) est une journaliste tchèque et une travailleuse humanitaire. Elle est surtout connue comme correspondante de guerre dans les zones de conflit de l'ex-Union soviétique.

## Biographie
Procházková étudie le journalisme à l'Université Charles de Prague et en est diplômée en 1986.
En 1989, elle commence à travailler pour le journal Lidové noviny. En 1992, elle devient correspondante de Lidové noviny à Moscou. De là, elle commence à couvrir les zones de conflit russe, d'abord l’Abkhazie. Pendant la crise constitutionnelle russe de 1993, elle était la seule journaliste à la Maison blanche assiégée. L'année suivante, Procházková a fondé, en collaboration avec son collègue Jaromír Štětina, l'agence de presse indépendante Epicentrum, dédiée au reportage de guerre. Au cours des années suivantes, ils ont couvert des événements en Tchétchénie, en Abkhazie, en Ossétie, en Géorgie, au Tadjikistan, en Afghanistan, dans le Haut-Karabakh, au Kurdistan, au Cachemire et au Timor oriental.
Pendant plusieurs années, Procházková s'est concentrée sur les guerres en Tchétchénie et était à Grozny lorsquelle est bombardée pour la première fois. En juin 1995, lors du raid de prise d'otages à Boudionnovsk dans le sud de la Russie, elle s'est offerte en échange d'otages enlevés de l'hôpital. Procházková a relaté les horreurs de la première et de la seconde guerre de Tchétchénie, souvent à la consternation des autorités russes. Pendant ce temps, elle a commencé à organiser des secours pour les familles ravagées par la guerre. En 2000, elle a limité son travail de journaliste et s'est consacrée au travail humanitaire en créant un refuge pour orphelins à Groznyi. Sa critique de la politique russe en Tchétchénie a été sanctionnée - en 2000, il lui a été interdit d'entrer en Russie (elle n'y est retournée que fin 2011).
Après son retour de Russie en République tchèque, Procházková a fondé une petite organisation humanitaire, Berkat, qui se concentre principalement sur l'aide à la Tchétchénie et à l'Afghanistan. Elle a commencé à couvrir la situation en Afghanistan et a été la dernière journaliste à avoir parlé à Ahmed Shah Massoud avant son assassinat.
Le second mari de Procházková, Ibragim Ziazikov, un Ingouche du taïp de Murat Zyazikov qui travaillait comme garde du corps pour une ONG, a été enlevé en Tchétchénie en février 2003 et a disparu sans laisser de traces. En 2006, son fils Zafar (du nom de son troisième mari, Zafar Paikar, photographe afghan) est né.
En 2001, Madeleine Albright lui a remis le prix en espèces du Prix de la citoyenneté Hanno R. Ellenbogen.
Elle reçoit les insignes de chevalier de la Légion d'honneur en avril 2023.

## Publications
- Petra Procházková, Jaromír Štětina: Utřete tělesné šťávy ( Éliminer les fluides corporels ), 2001,  (ISBN 80-86103-51-X). Collection d'histoires courtes sur des personnes poussées hors de la société à cause de la cruauté du temps de guerre.
- Jaromír Štětina, Petra Procházková: Rošangol, 2003,  (ISBN 80-86103-70-6)    . Deux histoires de femmes mères de l'Afghanistan contemporain.
- Petra Procházková: Aluminiová královna: rusko-čečenská válka očima žen ( La reine de l'aluminium: La guerre russo-tchétchène à travers les yeux des femmes ), 2003,  (ISBN 80-7106-730-X)    . Document sur les femmes luttant pour leur survie en Tchétchénie pendant les guerres. Il a été traduit en français, suédois, polonais, néerlandais et estonien.
- Petra Procházková: Frišta, 2004,  (ISBN 80-7106-792-X)    . Roman sur une femme russo-tadjik vivant en Afghanistan après la chute des talibans.